# Југославија и Покрет несврстаних земаља
Социјалистичка Федеративна Република Југославија била је једна од земаља оснивача ванблоковског Покрета несврстаних земаља у периоду Хладног рата. Главни град Југославије, Београд, угостио је у септембру 1961. године Прву конференцију Покрета несврстаних, а био је и први град који је конференцију угостио два пута када је у септембру 1989. у Београду организована и Девета конференција покрета несврстаних.
Политика несврставања уз активно учествовање у покрету била је камен темељац југословенске хладноратовске вањске политике и један од основних идеолошких постулата југословенске федерације. Као једина ванблоковска европска социјалистичка земља социоекономски блиско везана за западну Европу, Југославија је одабирала политику балансирања и опрезне еквидистанце према Сједињеним Америчким Државама, Совјетском Савезу и Кини при чему је несврстаност доживљавана као колективна гаранција безбедности и независности земље. Покрет несврстаних је уз то отварао и додатни маневарски простор у дубоко подељеној и тим поделама политички ограниченој хладноратовској Европи у којој су неутралне земље биле додатно изложене ситуацији фактички ограниченог суверенитета (види пример финландизације).
Крај Хладног рата и распад Југославије довели су у питање и сам опстанак Покрета несврстаних који је избегао престанак активности само уз помоћ политички прагматичног водства Индонезије.

## Историја

### Разлаз са СССР-ом 1948. године и вањска политика до почетка несврставања
У периоду Другог светског рата југословенски су партизани ослободили своју земљу уз тек мању помоћ СССР-а и западних савезника. То је нове комунистичке власти водило према убеђењу да супротно другим земљама у источној Европи њима припада право на слободнији социјалистички развој. Насупрот већини других комунистичких партија у источој Европи, југословенски комунисти могли су да рачунају на лојалност локалних војних и полицијских снага као и на релативно висок степен легитимности међу бројним југословенским народима и народностима. Југославија себе није доживљавала као клијента већ као савезника СССР-а при чему је Београд био спреман да иницира ратоборније политике од Москве која је пре почетка Хладног рата настојала оржавати везе са западним савезницима. Та одважнија југословенска политика била је видљива по питању Слободног територија Трста, идеје Балканске федерације, уплитања у Грчки грађански рат, Аусто-словенски сукоб у Корушкој као и у инфилтрацији и усмеравању Народноослободилачког покрета Албаније. Независна и одважна политика Београда подизала је тензије у односима са СССР-ом које су ескалирале 1948. године у сукобу Тита и Стаљина где је Југославија завршила и готово потпуној међународној изолацији након прекида односа са источним блоком. И пре раскида са Москвом, Београд је почео да разматра могућности развоја политичких и економских односа са азијским државама. Са друге стране, за многе азијске државе Југославија је постала модела за национално ослобођење, чак и за оне режиме који нису били комунистички.
У потрази за новим савезницима Југославија се прво орјентисала према западном блоку при чему је 1953. потписала Балкански пакт са НАТО чланимаца Грчком и Турском. Након Стаљинове смрти југословенски односи са СССР-ом су се деломично поправили што је довело чак и до вербалне подршке интервенцији у Мађарској (супротно оштрој осуди интервенције у Чехословачкој 1968.). Београдска декларација из 1955. довела је до смањења значаја и постепеног престанка деловања Балканског пакта. Како је Југославија ипак желела да сачува новостечену независност у том је периоду дошло и до усмеравања на развој односа са неутралним европским земљама као што је Финска. Југославија се није учланила ни у Варшавски пакт основан у мају 1955. године. Како би избегла изолацију у дубоко подељеној Европи, Југославија је по први пута потражила нове савезнике међу новоослобођеним колонијама и мандатним територијама. Југославија је подржала Египат у току Суецке кризе, земље која ће уз Југославију постати једна од оснивачица покрета. Односи са Индијом, другим иницијатором оснивања покрета, развијани су још од времена заједничког мандата у Савету безберности УН-а од 1949. године.

### Извори несврставања
Током 1948. и 1949. Југославија је видела у успостављању политичких и економских односа са новоослобођеним азијским народима излаз из све веће изолације у Европи. Током неколико месеци новог курса спољне политике, успостављени су дипломатски односи са Индијом и Пакистаном, а потом су послати сигнали да би политика могла да се развије и успостављањем дипломатским односима са Бурмом и Цејлоном. Следеће 1950. године југословенски министар иностраних послова Едвард Кардељ је за време опште скупштине УН-а изјавио како „Југославија не може да прихвати да човечансто мора да обадире између доминације једне или друге силе”. Термин несврстаност по први је пута употребљен исте године када су Индија и Југославија одбиле да се сврстају по питању Корејског рата. Током 1950 и 1951, Југославија, Индија и Египат су изабране за несталне чланове Савета безбедности Уједињених нација, те почели да почели су да координишу своје дипломатске активности како би спречиле избијање конфликта или смањивање њихових последица. 1951. Јосип Броз Тито је изјавио како се никада неће сложити са тезом како само велике силе требају да одређују судбину света чиме је ефективно одбио тезу Коминтерне о дихотомијској подели света. Тада је и одбацио тврдње како Индија и Југославија желе да оснују трећи блок. Током 1951. и 1952, југословенска спољна политика се усмерава ка тражењу кључних сарадника у регионима изван Европе, тежећи да избегне приступање било ком идеолошком блоку. Један од основних циљева у наредном периоду био је успостављање блиске сарадње са азијским и афричким нацијама. Убрзо је Бурма постала лакмус папир за југословенску идеолошки, политички, економски и војни утицај на глобалном нивоу. Смрт Стаљина и окончање Корејског рата, утицали су на азијске и афричке земље да организују самит дипломатију како би заједнички одговарале на изазове светских сила. Тито, са своје стране, је услед слабљења притисака Москве лакше уочавао опасности које су претиле за његов режим од НАТО пакта, те је одбацио могућност даљег зближавања - изузетак су биле Грчка и Турска. У августу 1954 председница Опште скупштине УН-а Виџаја Лакшми Пандит је посетила Југославију и позвала Тита на узвратни посет Индији. Позив је прихваћен па су на сусрету 22. децембра 1954. у Њу Делхију индијски премијер Џавахарлал Нехру и председник југославије Тито потписали заједничку изјаву у којој износе како „политика несврстаности коју су усвојиле и проводе њихове две земље није неутралност или неутрализам и зато посивност, како се то понекад инсиунише, већ позитивна, активна и конструктивна политика која настоји да осигура вођство ка колективном миру”.

### Од сусрета на Брионима 1956. до Београдске конференције 1961. године
Трилатерални сусрет председника Југославије Тита, индијског премијера Нехруа и председника Египта Гамала Абдела Насера организован је 19. јула 1956. године на Брионима у СР Хрватској. Три лидера потписали су документ којим истичу да „Мир не може да се постигне кроз поделе, већ кроз настојања да се постигне колективна безбедност на светском нивоу. Постигнут кроз ширење простора слобода као и окончање доминације једне земље над другом.” За разлику од Насера који је прихватио идеју блока несврстаних, Нехру се придржавао испробаних метода у међународним односима и није се лако одлучио за покретање глобалног пројекта за стварање треће, несврстане групације држава.
Услед новог идеолошког сукоба са Москвом и Пекингом, Тито је крајем 1958. и почетком 1959. кренуо са бројном делегацијом на важну тромесечну међународну турнеју на југословенском броду Галеб. Том приликом је посетио Индонезију, Индију, Бурму, Цејлон, Етиопију, Судан, Египат и Сирију. Индонезијски председник Сукарно назвао је Тита грађанином света, док је Тито Конференцију у Бандунгу описао као место са којега је потекао нови дух који обједињује човечанство. За време свог боравка у Индонезији председник Тито је примио и почасни докторат у правним наукама на Универзитету у Бандунгу.

### Београдска конференција 1961. године
Београдска конференција шефова држава и влада несврстаних земаља 1961. године био је први службени самит Покрета несврстаних. Процес деколонизације увелике је допринео у организацији догађаја омогућивши учествовање већег броја тек ослобођених афричких земаља. Неки су коментари због тога сам догађај назвали и Јалта трећег света повлачећи паралелу са Јалтском конференцијом 1945. године. Укупно 25 земаља учествовало је у Београдској конференцији укључујући Авганистан, Алжир, Бурму, Етиопију, Гану, Гвинеју, Индију, Индонезију, Ирак, Јемен, Југославију, Камбоџу, Кипар, Тунис, Уједињену Арапску Републику и Цејлон док су три државе учествовале у својству посматрача и то су биле Боливија, Бразил и Еквадор. Припремни сусрет пред сами догађај организован је у Каиру од 5. до 12. јуна 1961. Један од првих изазива била је и подела међу новоослобођеним државама Африке по питању Кризе у Конгу на конзервативне земље у Групи Бразавил и радикалне националистичке земље у Групи Казабланка. Све земље Казабланка групе учествовале су у конференцији док ни једна од земаља из групе Бразавил није.
- Председник Гане Кваме Нкрумах и председник Тито долазе на конференцију 1961. године
- Заједничка фотографија учесника конференције у Београду

### Конференција у Хавани 1979. године
Све до 1978. године део конзервативнијих чланица покрета водило је неформалну кампању против кубанског домаћинства конференције. Југославија је одбила да заговара промену земље домаћина иако је и сама била веома критична према ономе што је доживела као кубанску подршку новим облицима блоковске зависности у Африци те је критиковала и комунистички хегемонизам и капиталистички империјализам у земљама трећег света. Председник Тито, последњи преживели од велике генерације оснивача покрета, започео је далекосежну кампању у циљу да се покрет сачува независним од оба блока. Београд је желео да осигура своју тешко стечену независност од СССР-а као и да спречи намеру неких арапских и радикалних земаља у намери да избаце Египат из чланства након потписивања мира са Израелом СССР је у исто време оптуживао Југославију да води неправедну кампању против Кубе и Вијетнама Док су се погледи Фидела Кастра и Тита оштро разликовали обојица лидера јавно су подвлачили потребу да се очува јединство покрета.
У свом говору председник Тито осудио је Кубанску тезу о постојању природне алијансе између несврстаних и комунистичког блока подвлачећи како покрет не може да буде резерва за било који од блокова. Путовање у Хавану било је и последње путовање у иностранство председника Тита које је допринело и погоршању његовог здравственог стања пред крај живота. Одбацивање тезе о приподној алијанси у том је тренутку позитивно утицало на односе СФР Југославије са САД. Куба је у исто време веровала како Југославији као релативно малој и развијеној белој европској земљи са глобалног севера не треба да припада тако важно место у покрету али су настојања да ју се изолира била неуспешна.

### Београдска конференција 1989. године
У настојању да искористи успехе на међународном плану за обнову и јачање унутрашње кохезије југословенска дипломатија је усмерила снаге на организовање и учествовање у већем броју значајних мултилатералних иницијатива. Једно од ових настојања било је и успешно кандидовање за организовање конференције покрета несврстаних у Београду чиме је југословенски главни град постао први град који је састанак на врху угостио два пута. Иницијатива за организовање конференције у Југославији дошла је од новог југословенског министра иностраних послова Будимира Лончара који ће од 1993. до 1996. бити и посебни саветник главног секретара УН-а за несврстане. Иницијално се очекивала кандидација неке од чланица у Латинској Америци, али како је радикална чланица Никарагва једина снажно лобирала да организују конференцију то је довело до забринутости у већем броју несврстаних главних градова. Конференција је зато коначно организована у Београду у периоду од 4. до 7. септембра 1989. Југославија је након неформалних разматрања више потенцијалних кандидата на крају изабрана једногласно на министарском сусрету Покрета несврстаних у Никозији 1988. године. Док је секретаријат за иностране послове био задовољан резултатом у Никозији председништво Југославије (колективни шеф државе) показивали су скепсу према организовању конференције али ју је Јосип Врховец на крају прихватио у страху да би одустајање од избора показало дубину кризе са којом се Југославија већ суочавала. Успех конференције у Београду понекад еописује и као лабуђи пев угледне хладноратовске југословенске дипломатије. Конференцију у Сава центру отворио је Јанез Дрновшек уводним говором на словеначком језику.

### Распад Југославије
У периоду југословенске кризе и распада земље Југославија је била на крају свог председавања Покретом несврстаних које је трајало од 1989. до 1992. године и након којега је председавање требала да преузме Индонезија. Због комплексног и конферализованог уставног уређења Југославије у периоду од 1989. до краја југословенског председавања ротацијом је измењено чак пет председавајућих шефова државе што је био и најдинамичнији период у измени председавајућег покретом икада. Југословенска криза створила је и практичне логистике и правне изазове у глатком трансферу председавања на Индонезију. У време самита у Џакарти од 1. до 6. септембра 1992. године већ су започели и југословенски ратови. Бивше југословенске републике Хрватска, Словенија и Босна и Херцеговина већ су ушле у чланство Уједињених нација док је СР Југославија била изложена снажним међународним санкцијама. СР Југославија (сачињена од Србије и Црне Горе) за себе је тражила признање пуне и ексклузивне правне сукцесије бивше СФР Југославије (захтев који је оспорен свега неколико дана након самита у Џакарти у Резолуцији Савета безбедности 777). Југословенска криза тако је створила до тада невиђену ситуацију у којој је председавајући покрета (Добрица Ћосић који се у том тренутку налазио у Лондону) био одсутан са конференције у Џакарти на којој је требао Индонезији да преда председавање. Југословенска делегација, која из Београда није примала никакве детаљне инструкције, била је вођена од стране црногорског дипломата Бранка Луковца. Уз изостанак одговора из Београда делегација је пристала да нове постјугословенске земље могу да учествују у самиту у својству посматрача иако их Београд до тада још увек није формално признавао као независне државе. У делимично хаотичним околностима југословенска (де факто српска и црногорска) делегација успела је да постигне резултате које је египатски министар иностраних послова Амр Муса описао као боље по Југославију од онога што се ускоро може очекивати у Уједињеним нацијама. Покрет је одлучио да Југославију не избаци из чланства већ да за њу остави празну столицу која ће бити коришћена све до обарања Слободана Милошевића и одустајања СР Југославије од захтева да ју се призна као једину правну наследницу СФР Југославије већ је пристала да буде једина од неколико земаља које то наслеђе деле. СР Југославија према одлуци Покрета несврстаних није требала бити позивана на самите осим у случају да се расправља о питањима која је се директно дотичу. Последња југословенска делегација на самиту несврстаних се у повратку из Џакарте суочила и са логистичким проблемима због режима санкција у коме је последњи део пута од Будимпеште до Београда путовала аутобусом због режима забране летова.

## Идеологија

### Земље базе Покрета несврстаних
Југославија је као једна од заговорница еквидистанце према оба блока имплицитно доводила у питање несврстани став неких од земаља чланица покрета. Југославија је у обрани својих ставова често блиско сарађивала са самопроглашеним земљама базе покрета као што су Индија, Шри Ланка и Египат, а насупрот самопроглашеним и источном блоку склоним прогресивним чланицама (нпр. Куба и Вијетнам) и западном блоку склоним али мање активним конзервативним чланицама (нпр. Саудијска Арабија). Београд је страховао како блиска совјетска савезница Куба, заједно са другим самопроглашеним прогресивним чланицама настоје да приближе цели покрет Источном блоку кроз прихватање Лењинове тезе о природној блискости у интересима између совјетског социјализма и ослободилачких покрета колонијанизованих народа у Африци и Азији. Пред крај 1970-их Латинска Америка дошла је на ред да угости конференцију покрета након што су је до тада угостиле Европа (једном), Азија (једном) и Африка (три пута). Док је очекивање и надање међу земљама базе покрета било да ће конференцију угостити Перу, од те се идеје одустало када је дошло до државног удара против председника Валаска Алварада. Након одабира Хаване за домаћина конференције Југославија и Индија заједно су предложиле велики број амандмана у успешном настојању да се избегне неприхватљиво пристрана и про-Совјетска финална резолуција која би покрет несврстаних учинила сврстаним. Незадовољни деловањем Југославије и Индије Куба, Иран и Ирак биле су одсутне са конференције у Београду 1989. године.

### Европски и медитерански аспект несврстаности
Двадесет и пет делегација учествовало је на Првој конференцији Покрета несврстаних земаља у Београду од којих су из евро-медитеранског простора присутне биле Либан, Тунис, Уједињена Арапска Република, Мароко, Алжир, Кипар и Југославија. Југословенска дипломатија показивала јеодређено неповерење према искључивим триконтиненталним иницијативама које су окупљале само земље Африке, Азије и Латинске Америке, а за које је Београд веровао да представљају совјетска настојања да се умањи југословенско и медитеранско место у оквиру покрета несврстаних земаља трећег света. У својој широј стратегији Југославија је блиско сарађивала са осталим несврстаним али и неутралним земљама Европе кроз Конференцију о безбедности и сарадњи у Европи (претходница ОЕБС-а) у настојањима да се очувају постигнућа Хелсиншких споразума. Југославија је у том оквиру сарађивала са Аустријом и Финском у пружању медијације за сукобљене блокове, 1977. годинеорганизовала је други самит након Хелсиншке конференције и предложила нацрте европских докумената о заштити националних мањима које су до данас темељ и интегрални део европског система заштите мањина. Југословенски министар иностраних послова Милош Минић истицао је како је „Југославија европска, медитеранска, несврстана и земља у развоју”. Приликом сусрета и путовања у друге несврстане земље председник Тито је истицао потребу да се Медитеран учини зоном мира.
Због тога што се повремено доживљавало као евроцентризам Југославија је повремено критикована због превеликог опреза у пружању директне потпоре ослободилачким покретима при чему је Југославија највећу и најнесебичнију помоћ дала ураво ослободилачком покрету у Алжиру док је другде помоћ била опрезнија и чест усмерена на дипломатске иницијативе кроз Уједињене нације. Југославија је са друге стране истицала како њезина историјска искуства са страном доминацијом од стране две империје (Аустро-Угарска и Османско Царство), изазови са којима се суочава као земља у развоју као и комплексна мултиетничка федерална структура повезује Југославију у искуствима са бројним новоослобођеним колонијама.

## Културна и научна сарадња

### Медији
У јануару 1975. Танјуг је иницирао оснивање Пула несврстаних новинских агенција.

### Сарадња локалних самоуправа
Док су у пракси југословенске општине почеле своје самосталне активности међународне сарадње већ у 1950-им, њихово право на учествовање у вањским односима земље заштићени су уставом из 1974. године, неколико деценија пре него што су сличне гаранције уврштене у западне уставне суставе као што је белгијски. На састанку Међународне уније локалних власти у Хагу 1957. године југословенска се делегација придружила делегацијама из Африке и Азије у противљењу наставку дотадашње праксе да извршни комитет на одласку предлаже наследника што је у пракси осигуравало доминацију глобалног севера. 1959. године југословенски представници иницирали су посету Свеиндијске федерације локалних власти Југославији. До краја 1969. године 60 југословенских градова већ је успоставило формалне односе са 150 градова у 20 земаља. Координација савеза градова Југославије активно је промовисала сарадњу са несврстаним земљама. Од 16 споразума са локалним јединицама из земаља трећег света потписаних до 1977. године нјих осам потписале су општине из Србије, пет из Хрватске и по један из Словеније, Босне и Херцеговине и Македоније. До 1982. тај је број порастао на 33 споразума са 22 споразума потписаним у Србији, 5 у Хрватској, 4 у Словенији и по 1 у Босни и Херцеговини и Македонији. У то су време југословенске општине укупно потписале 343 уговора о међународној сарадњи од којих 86 у Хрватској и 81 у Словенији, са већином уговора са несврстанима у Србији и са великом већином свих уговора потписаних од стране општина у ове три југословенске републике.

## Економска сарадња
Значајни југословенски пројекти у несврстаним земљама
- Хотел Ротана Багдад Бабилон (Багдад,  Ирак) (1969–1982)[35]
- Лука у Ум Касру (Ум Каср,  Ирак)[36]
- Фабрика оружја (Јусуфија,  Ирак)[37]
- Међународни аеродром Ентебе (Ентебе,  Уганда) (1975)[35]
- Кућа ФИНДЕКО (Лусака,  Замбија)[35]
- Међународни конфернцијски центар у Хотелу Серена (Кампала,  Уганда) (1975)[35]
- Међународни сајам у Лагосу (Лагос,  Нигерија) (1974–1977)[35]
- Стара зграда нигерисјког парламента (Лагос,  Нигерија)[38]
- Министарство транспорта и комуникација Етиопије запослило је Бранка Петровићакао главног архитекта у изради новог седишта. (Адис Абеба,  Етиопија)[39]
- Универзитет науке и технологије Књаме Нкрумах запослио је Миру Марасовића као водећег архитекта у изградњи кампуса. (Кабве,  Замбија)[39]
- Национални музееј у Алепу (Алепо,  Сирија)[39]
- Деломично имплементиран генерални урбанистички план града Конакри (Конакри,  Гвинеја) (1961-1963)[39]
- Војна лука и резиденцијално подручје (Хомс,  Либија)[39]
- Хидроцентрала Кириром 1 (Национални парк Кириром,  Камбоџа)[40]
- Споменик жртвама фашизма (Адис Абеба) (Адис Абеба,  Етиопија)

## Наслеђе након распада Југославије и краја Хладног рата
По завршетку Хладног рата и југословенских ратова шест бивших република и правних наследница југословенске федерације показале су различито интересовање за учествовање у активностима Покрета несврстаних. Југословенско чланство, које је за себе захтевала новооснована Савезна Република Југославија (2003. године реорганизована као Србија и Црна Гора) и чији захтев није био широко прихваћен, службено је суспендовано 1992. године без формалног брисања из листе чланица. 2001. године Координациони биро Покрета несврстаних признао је Савезну Републику Југославију као земљу посматрача у оквиру покрета. Од шест бивших република њих четири имају статус посматрача и то су Босна и Херцеговина, Хрватска, Србија и Црна Гора. Нити једна од њих није пуноправна чланица покрета уз то што је кандидатура Босне и Херцеговине одбачена 1995. године. Само Србија спада у категорију формално војно неутралних земаља док су Северна Македонија, Словенија, Црна Гора и Хрватска чланице НАТО савеза, а Босна и Херцеговина земља кандидат за чланство. Све су или чланице или земље које теже чланству у Европској унији. Две раније чланице покрета које су ушле у чланство ЕУ (Кипар и Малта) су приликом учлањења напустиле покрет, уз истицање Владе Кипра да ће земаља задржати блиске везе са покретом. Уз 6 југословенских република, од 2008. године Косово је једнострано прогласило независност уз велику већину чланица Покрета несврстаних које ту независност нису признале (укључујући Индију, Индонезију, Кубу, ЈАР... али упркос томе покрет је и даље остао без заједничког усаглашеног става по овоме питању.
- Србија: 2010. године, по први пута од краја југословенских ратова, Србија је иницирала програм стипендирања иностраних студената из несврстаних земаља под називом Свет у Србији - 100 стипендија за студенте из земаља чланица Покрета несврстаних.[41] 5. и 6. септембра 2011. Покрет је организовао обележавање 50 година од свога оснивања додатним комеморативним сусретом у Београду.[42][43] 106 делегација потврдило је учествовање у овоме догађају.[42] Идеја за организовање сусрета дошла је од представника Србије Бориса Тадића на маргинама 15. самита Покрета несврстаних у Египту.[44] Српски министар иностраних послова Ивица Дачић учествовао је у 17. самиту покрета у Венецуели[43] Дачић је учествовао и на министарској конференцији у Азербејџану где је истакао важност покрета за Србију као и важност очувања успомене на оставштину бивше Југославије и председника Тита уз изражавање жаљења што је његова земља само посматрач и наду да је ближа сарадња могућа у будућности.[45]
- Хрватска: Председник Хрватске Стјепан Месић учествовао је на конференцији Покрета несврстаних у Хавани 2009. године.[46] Сарадњу канцеларије председника Месића са земљама покрета помагао је искусни југословенски дипломата, последњи министар иностраних послова и особа годинама активна у развоју покрета Будимир Лончар.[46] Неочекивани избор Хрватске као источноевропског кандидата за привремено чланство у Савету безбедности УН-а 2008. и 2009. године (у отвореном такмичењу са већом државом Чешком која је већ тада насупрот Хрватској била чланица ЕУ и НАТО-а) било је приписано успешном лобирању председника Месића и министарства иностраних и европских послова међу земљама чланицама Покрета несврстаних.[47]